# Pretextato dos Passos e Silva
Pretextato dos Passos e Silva, mais conhecido como Professor Pretextato, foi um personagem notório na história da educação brasileira. Sua data de nascimento é desconhecida, bem como sua filiação. Sabemos que era negro, no entanto, não se sabe se é filho de escravos ou de libertos. Surge na história a partir do século XIX, quando enviou um requerimento para a Inspetoria da Instrução Primária e Secundária da Corte, órgão que era responsável pela regularização da educação. Neste requerimento, solicitava a autorização para dar continuidade a uma escola de primeiras letras (escola de anos iniciais) para crianças Pretas e Pardas.
Professor Pretextato lecionava desde o ano de 1853, mas buscou regularizar suas atividades como professor, segundo o Regulamento para a reforma do ensino primário e secundário do município da Corte, que entrou em vigor no dia 17 de Fevereiro de 1854. Todavia, procurou se abster do teste de aptidão que era exigido na época, como argumento, comprovou que lecionava há um tempo, bem como o apoio dos pais dos seus estudantes e de alguns conhecidos. A proposta da escola de primeiras letras, liderada pelo Professor Pretextato, tinha como fundamento principal a educação de meninos negros e pardos, baseada nos regramentos educacionais da época (leitura, escrita, as quatro operações matemáticas básicas e a doutrina-Religião). O principal argumento utilizado por Pretextato, para a abertura do espaço educacional, era o racismo sofrido por todos estes estudantes, o que tornava indispensável a existência desta escola.
Com a aprovação por parte do órgão regulador, depois de dois anos de luta realizada através de abaixo assinados e atestados, em 1856, Pretextato fundou em sua casa, uma escola para Pretos e Pardos.  O funcionamento do estabelecimento de ensino durou até o ano de 1873, quando por falta de pagamento do aluguel Pretextato foi despejado. Na época, a escola contava com 15 estudantes matriculados.
Após o fechamento da escola, sabe-se que ele trabalhou como primeiro secretário na Sociedade Mercenaria Beneficente, e depois como secretário da Ordem Terceira de Nossa Senhora das Mercês. Morreu em 3 de Março de 1886, e teve uma missa em sua homenagem noticiada pela Gazeta de Notícias, convocando as pessoas para participar.

## Experiência escolar da população negra no Brasil até o século XIX
Durante o Brasil Colonial (até meados do século XVIII), a educação dos jesuítas era o principal meio de educação de clérigos e leigos. Enquanto o acesso às letras era extra-escolar para pessoas pobres. Ou seja, quem dominava a escrita e a leitura, possuía um enorme poder e influência na realidade colonial. 
De acordo com a historiadora Adriana Maria Paulo Silva há uma modificação de cenário com a urbanização da região aurífera no século XVIII, posto que produziu novas experiências sociais. Nesse contexto, o domínio das letras poderia significar ascensão social para as pessoas pobres, não se restringindo assim à dependência dos mais abastados. Aos poucos começou a existir uma valorização da educação à medida em que as cidades cresciam e se urbanizaram, dessa forma surgiam locais onde haveria trabalhos sem estar relacionadas ao sistema escravocrata. 
Ainda nesse período, os especialistas em educação Geraldo da Silva e Márcia Araújo ressaltam que a educação se caracteriza por aulas avulsas lecionadas por professores “improvisados”. Em 1808, com a chegada da Coroa Portuguesa ao Brasil, esse cenário possui uma transformação, pois são criados cursos primário-secundário e superior.
No século XIX, houve o surgimento das primeiras faculdades nacionais, porém este ensino tinha um alto custo e era destinado às classes dominantes e exclusivo ao público masculino. Dessa maneira, apenas esse grupo estaria preparado para exercer as funções políticas do Brasil. É necessário salientar que a população negra africana foi impedida também de frequentar a escola formal, determinação prevista pela constituição de 1824. Essa legislação previa a educação para apenas os cidadãos brasileiros, excluindo assim uma parcela da população residente no país.
Ainda em meados do século XIX, ocorreu a reforma de Couto Ferraz por meio do decreto 1.331-A em 17 de fevereiro de 1854. A legislação prescrevia a obrigatoriedade da escola primária para crianças maiores de 07 anos e a gratuidade das escolas primárias e secundárias da Corte, porém o público alvo das instituições era limitado. Nas escolas públicas, eram impedidos de participar as crianças com moléstias contagiosas e nem cativas.
Cabe pontuar que nesse contexto existiam também escolas de treinamento para escravos e libertos com autorização do Ministério do Império. Adriana Maria Paulo Silva estudou a história de Pretextato, um professor que mantinha uma escola primária para ensinar os meninos pretos da sua região. Dessa maneira, o grupo teria o controle dos códigos culturais dominantes, sendo assim, instrumento potencializador de transformações sociais. Esse exemplo foi um dos casos de resistência dos negros no campo educacional durante o Brasil Imperial.
O pós-doutor Marcus Vinícius Fonseca discutiu o surgimento da questão educacional no contexto da construção da Lei do Ventre Livre. Agostinho Marques Perdigão Malheiro foi um dos principais defensores da libertação do ventre como forma de se acabar com a escravidão no Brasil durante o governo imperial. Ele defendia e difundia a ideia da necessidade de estabelecer a libertação e a educação das crianças nascidas de escravas como parte do processo de preparação para o exercício da sua liberdade. Ao final, a legislação irá prever as pessoas nascidas na condição de escravizadas a possibilidade de serem submetidas aos mesmos padrões de educação dirigidos as pessoas livres que vigoravam durante a escravidão. Para tal, é encargo do Estado, ou dos proprietários de suas mães escravizadas a inserção das crianças ingênuas nos referidos espaços educacionais.
Ainda conforme o Marcus Vinícius Fonseca, a quantidade de crianças ventre livre levadas ao Estado foi pequena no período após a execução da lei. Entretanto, durante o processo de abolição da escravatura, há um reconhecimento de que os negros escravizados e seus descendentes devem e precisam participar do processo de escolarização em esfera pública. De acordo com Surya Aaronovich Pombo Barros, a população negra só tem as primeiras oportunidades concretas, em relação à educação escolar pública, no início do Estado Republicano com o estímulo ao ensino popular e profissionalizante, em decorrência do desenvolvimento industrial.

## Decreto nº 1.331-A, de 17 de Fevereiro de 1854
O Decreto nº 1.331-A, de 17 de Fevereiro de 1854 ou Reforma de Couto Ferraz, instituiu o Regulamento da Instrução Primária e Secundária do Município da Corte. Este regulamento tinha o objetivo não só de instituir o controle do Estado sobre as instituições de educação básica da Corte, como também fazia parte dos esforços pela modernização da sociedade imperial. Agora com o controle do funcionamento das escolas, normatização das disciplinas, obrigatoriedade do ensino e criação dos graus primário e secundário, o governo tinha em mãos o controle do processo civilizatório das crianças da Corte.
O art. 64 do regulamento, obriga os responsáveis pelos meninos maiores de 7 anos a lhes proporcionar o ensino das primeiras letras, podendo ser em instituições públicas, privadas ou em casa. O descumprimento era passível de multa. No entanto, as autoridades da Corte se queixavam regularmente do descumprimento dessa medida. Algumas dessas autoridades ponderavam que não havia escolas o suficiente na Corte para suprir demanda criada pela obrigatoriedade, principalmente em localidades mais distantes do centro. Além disso, como observa Adriana Silva, diante das declarações que constam no dossiê submetido pelo professor Pretextato ao inspetor geral da Instrução Primária e Secundária da Corte, Eusébio de Queirós, essas instituições de ensino eram hostis aos estudantes pretos. O  que dificultava seu aprendizado e permanência. A mesma historiadora consegue ainda observar através de assinaturas de pais de alunos, que constam no mesmo dossiê, que a maioria destes eram analfabetos, empecilho à educação doméstica.
Tal decreto determinava que as crianças que poderiam frequentar escolas públicas seriam as livres, não portadoras de doenças contagiosas e vacinadas. No entanto, Silva observa que a obrigatoriedade da vacina pode ter criado mais um empecilho cultural ao acesso dessas instituições, já que no período havia uma resistência entre a população negra em receber a vacina contra varíola. Dando mais um motivo para que a população negra procurasse estabelecimentos de ensino privados, ou por dificuldades financeiras, não cumprissem com a obrigatoriedade do ensino dos meninos a partir dos 7 anos.
Nas escolas para meninas, segundo o art. 50, além das disciplinas citadas acima, era obrigatório o ensino de bordado e trabalhos de agulha mais necessários. Este artigo evidencia que o objetivo da educação feminina no período era instruí-las no trabalho doméstico, sendo as disciplinas do segundo grau não obrigatória nestas escolas, podendo ser ensinadas apenas quando designadas pelo governo. O tratamento também era diferenciado para com as professoras, que segundo o artigo 16, caso solteiras e não residissem com os pais, só poderiam lecionar a partir dos 25 anos. Ainda segundo o mesmo: “As professoras devem exhibir, de mais, se forem casadas, a certidão do seu casamento; se viúvas, a do óbito de seus maridos; e se viverem separadas destes, a publica fórma da sentença que julgou a separação, para se avaliar o motivo que a originou.”. No entanto, é importante destacar que a partir deste decreto, as mulheres começaram a ocupar um posto de trabalho especializado, ainda que com limitações, poderiam agora exercer a profissão de professora.
No geral, para o exercício do magistério era necessário possuir a maioridade legal (de 21 anos para homens), atestado de moralidade e de capacidade profissional. Para atestar a capacidade profissional, o candidato era submetido a um exame, podendo solicitar a dispensa. Segundo dados de 1855, dos 77 que prestaram o exame, apenas 31 conseguiram a aprovação. 
Para conseguir a autorização do funcionamento do estabelecimento de ensino privado era necessário que o diretor tivesse 25 anos de idade, declarasse qual o seu meio de vida nos cinco anos anteriores ao requerimento, o programa de estudos da escola, o projeto de regulamento interno, descrição da situação física do edifício ou casa onde funcionaria a instituição e o nome e habilitação dos professores. 
Pretextato dos Passos e Silva, requereu a autorização de funcionamento de sua escola e a dispensa dos exames de capacidade profissional em 1856. Apresentando um dossiê com a justificativa da solicitação de dispensa, sendo essa sua timidez, dois abaixo assinados feito por pais de alunos que justificaram o pedido para que Pretextato ensinasse seus filhos pretos e pardos as primeiras letras - já que possuíam dificuldade de aprendizado em outras escolas diante das hostilidades sofridas -,  entre outros documentos. Segundo levantamento de Higor Ferreira, na freguesia do Santíssimo Sacramento, onde funcionava a escola de Pretextato dos Passos e Silva, aproximadamente 40% da população era formada por escravizados e libertos. Sendo assim, boa parte das famílias pretas e pardas que formavam essa comunidade escolar provavelmente possuíam ligação direta com a escravidão. A fim de garantir a instrução desses meninos, a escola de primeiras letras de Pretextato ensinava as disciplinas que o professor tinha conhecimento, que eram a leitura, doutrina, quatro operações de aritmética e a escrita. 

## Perfil dessa comunidade escolar
Voltada para meninos "pretos e pardos" - a maioria cujos pais não tinham sobrenome ou assinatura própria, pois eram analfabetos - a escola do professor Pretextato dos Passos e Silva começou a funcionar a partir de um abaixo-assinado organizado pelos pais dos estudantes.
A comunidade que frequentava a escola era bastante ativa na luta para que as crianças negras e pardas tivessem acesso à educação, participaram do abaixo-assinado que conferiu a Pretextato a licença que permitiu a abertura formal de sua escola e que continuasse a exercer a função do magistério. 
Sua instituição possuía fundamentação na crítica que fazia ao racismo presente nas escolas da corte, em que os estudantes pretos e pardos ou eram proibidos de participar da escola ou se quando frequentaram não tinha a devida assistência estudantil, pois eram atacados e isso causava danos pessoais e emocionais. Como Pretextato também era preto, os pais do seu entorno escolar foram muito insistentes na necessidade que ele praticasse a docência com seus filhos.

## Importância e impactos
O professor Pretextato é uma figura que se destaca, pois mesmo dentro do contexto do Século XIX e muito próximo do auge da escravidão, critica de forma veemente o racismo instalado na sociedade como um todo, muito antes do tema se tornar discussão pública. 
Segundo a professora Adriana Maria Paulo da Silva, Pretextato ganha mais notoriedade por criar a única instituição de ensino específica para crianças negras e pardas, no período da sua pesquisa para a capital do Império. Na carta escrita para o inspetor geral da Instrução Primária e Secundária da corte, Eusébio de Queirós, Pretextato deixa claro que recebe essas crianças a pedido dos pais, pois as mesmas não são aceitas por completo nas escolas públicas por conta dos conflitos raciais, mesmo depois da lei de 1854 - que afirmava que as escolas deveriam aceitar todos os estudantes independente da cor - a importância de Pretextato se confirma ainda mais quando a professora Paulo da Silva comenta que nesse período os profissionais de educação mascaravam a sua cor, porém, mais uma vez Pretextato vai contra as correntes de sua época e deixa por escrito que era um homem negro.
A partir do pedido de dispensa do exame de capacitação para os professores, Pretextato reúne uma série de documentos que expressam a importância e o impacto da sua escola na sociedade e a sua capacitação como professor, o documento que melhor explica isso é o abaixo-assinado realizado pelos pais dos estudantes de sua escola demonstrando a força que a instituição tinha para aquele grupo. 
A escola básica é  importante para a formação de um indivíduo, mas quando essa base é formada por hostilidades e preconceitos é impossível existir uma formação plena, a escola precisa ser formada por acolhimento. A professora Adriana Maria Paulo Silva explica que para a sociedade do século XIX esse não era um tema que merecia um olhar atencioso, porém, para o professor Pretextato o acolhimento já era uma parte importante para a formação dos discentes.
O impacto de Pretextato é grandioso, pois mesmo inserido em um contexto escravista, o pedagogo deixa as suas marcas na luta contra o racismo. O professor afirma sua importância através da educação e a formação de crianças que eram marginalizadas e hostilizadas no ensino público que refletia os absurdos da sociedade escravista que estava inserido. Além de formação, Pretextato oferece o acolhimento que nem era discutido, mas que é de suma importância para a formação de qualquer indivíduo. 